# Trying to Recall
"Trying to Recall", skriven av Marie Lindberg i maj 1998, är en akustisk balladlåt som var Marie Lindbergs bidrag till den svenska Melodifestivalen 2007. Bidraget gick vid deltävlingen i Scandinavium den 10 februari 2007 direkt vidare till finalen i Globen, där det slutade på femte plats. Den 5 mars 2007 gavs singeln "Trying to Recall" ut, och låg som högst på fjärde plats på den svenska singellistan.
Melodin testades även på Svensktoppen, och tog sig in på listan den 22 april 2007. Den hamnade på fjärde plats den första veckan där, och placerade sig som bäst på fjärde plats. Den 10 juni 2007 placerade sig melodin på åttonde plats, och därefter avslutades det åtta veckor långa besöket på Svensktoppen.
Låten handlar om ett kärlekspar som är på väg att gå skilda vägar.

## Låtlista
1. Trying to Recall (radioversion)
2. Trying to Recall (originalversion)

## Listplaceringar
| Lista (2007) | Topplacering |
| ------------ | ------------ |
| Sverige      | 4            |